# 松田亮一
松田 亮一（まつだ りょういち、1964年5月2日 - ）は、熊本県出身の日本の柔道選手である。階級は78kg級。身長170cm。

## 経歴
東海大第五高校1年の時に金鷲旗で優勝した。2年の時にはインターハイ団体戦で2位だった。3年の時には金鷲旗で2位となった。東海大学へ進むと、2年の時に正力杯78kg級で優勝した。3年の時には正力国際の決勝で日体大3年の鏑木文隆を判定で破って優勝した。4年の時には講道館杯で3位になると、体重別では決勝で福岡大学教員の高野裕光に指導で敗れた。正力国際でも決勝で鏑木に判定で敗れて2位だった。1987年には福岡県教育委員会の所属になった。1988年には糸島高校の教員になると、体重別では決勝で世界チャンピオンである筑波大学4年の岡田弘隆に敗れて2位だった。

## 戦績
- 1980年 - 金鷲旗　優勝
- 1981年 - インターハイ　団体戦 2位
- 1982年 - 金鷲旗　2位
- 1984年 - 正力杯　優勝
- 1986年 - 正力国際　優勝
- 1986年 - 講道館杯　2位
- 1986年 - 体重別　2位
- 1987年 - 正力国際　2位
- 1988年 - 体重別　2位

(出典、JudoInside.com)。